# Santa Caterina (Ciutat Vella)
|  | Per a altres significats, vegeu «Santa Caterina». |

Santa Caterina és un nucli del barri de Sant Pere, Santa Caterina i la Ribera del districte de Ciutat Vella de Barcelona. És un dels nuclis o barris tradicionals del centre històric de Barcelona i és un dels tres que dona nom al barri administratiu.
Sant Pere queda al nord de Santa Caterina i la Ribera al sud. Des de l'obertura del carrer de la Princesa els barris de Santa Caterina i Sant Pere van quedar separats, de manera transversal, del barri de la Ribera amb realitats diferenciades a nord i sud d'aquest carrer.
L'àrea que formen Santa Caterina i Sant Pere abasta una superfície de 35,13 hectàrees, i una població d'uns quinze mil habitants.
Un dels llocs d'interès del barri és el mercat de Santa Caterina, construït al solar que havia ocupat el Convent de Santa Caterina dels dominics del mateix nom. Allí s'hi construí una gran edificació neoclàssica feta per Josep Buixareu el 1847, que fou remodelada totalment pels arquitectes Enric Miralles i Benedetta Tagliabue i fou inaugurat el 10 de maig de 2005.